# Severin Blindenbacher
Severin Blindenbacher (* 15. března 1983, Curych, Švýcarsko ) je bývalý švýcarský profesionální lední hokejista.

## Kariéra

### Klubová kariéra
Jako junior působil v mládežnickém týmu Kloten Flyers, od sezóny 2000/2001 hrával za tento tým nejvyšší švýcarskou ligu. V roce 2001 byl draftován týmem Phoenix Coyotes, ale zůstal až do roku 2005 ve svém mateřském klubu. Další čtyři sezóny odehrál za ZSC Lions ve stejné soutěži. V roce 2008 pomohl klubu vybojovat ligový titul a v další sezóně k vítězství v Lize mistrů i ve Victoria Cupu. V sezóně 2008/2009 se jako obránce výrazně prosadil i v individuální produktivitě, když ve 47 ligových utkáních vstřelil 13 gólů a 22 asistencí. Ročník 2009/2010 odehrál ve švédské lize za Färjestads BK. V létě 2010 podepsal jednoletý kontrakt s týmem NHL Dallas Stars, působil ale pouze ve farmářském týmu v American Hockey League. Po návratu do Švýcarska už hrál pouze za ZSC Lions, než v roce 2020 ukončil kariéru.

### Reprezentace
S juniorskou reprezentací Švýcarska do 18 let vybojoval v roce 2001 historickou stříbrnou medaili na mistrovství světa, třikrát reprezentoval na mistrovství světa juniorů do 20 let a od roku 2005 pravidelně hrál na mistrovství světa i olympijských hrách.

## Klubové statistiky
| Sezona     | Klub              | Soutěž     | Základní část | Základní část | Základní část | Základní část | Základní část | Play off | Play off | Play off | Play off | Play off |
| Sezona     | Klub              | Soutěž     | Z             | G             | A             | B             | TM            | Z        | G        | A        | B        | TM       |
| ---------- | ----------------- | ---------- | ------------- | ------------- | ------------- | ------------- | ------------- | -------- | -------- | -------- | -------- | -------- |
| 1998–99    | Kloten Flyers Jr. | Elite Jr.  | 5             | 0             | 2             | 2             | 4             | —        | —        | —        | —        | —        |
| 1999–00    | Kloten Flyers Jr. | Elite Jr.  | 30            | 8             | 10            | 18            | 18            | 4        | 1        | 1        | 2        | 8        |
| 2000–01    | Kloten Flyers Jr. | Elite Jr.  | 4             | 3             | 1             | 4             | 8             | 1        | 0        | 0        | 0        | 4        |
| 2000–01    | Kloten Flyers     | NLA        | 27            | 0             | 2             | 2             | 17            | 9        | 0        | 0        | 0        | 10       |
| 2001–02    | Kloten Flyers     | NLA        | 38            | 1             | 3             | 4             | 22            | 10       | 0        | 2        | 2        | 10       |
| 2001–02    | Kloten Flyers Jr. | Elite Jr.  | —             | —             | —             | —             | —             | 1        | 0        | 1        | 1        | 2        |
| 2002–03    | Kloten Flyers     | NLA        | 43            | 4             | 19            | 23            | 52            | 5        | 1        | 0        | 1        | 4        |
| 2003–04    | Kloten Flyers     | NLA        | 34            | 4             | 10            | 14            | 58            | —        | —        | —        | —        | —        |
| 2004–05    | Kloten Flyers     | NLA        | 41            | 10            | 15            | 25            | 66            | —        | —        | —        | —        | —        |
| 2005–06    | ZSC Lions         | NLA        | 44            | 2             | 7             | 9             | 68            | —        | —        | —        | —        | —        |
| 2006–07    | ZSC Lions         | NLA        | 39            | 6             | 12            | 18            | 54            | 7        | 0        | 1        | 1        | 8        |
| 2007–08    | ZSC Lions         | NLA        | 47            | 10            | 8             | 18            | 77            | 16       | 2        | 2        | 4        | 16       |
| 2008–09    | ZSC Lions         | NLA        | 47            | 13            | 22            | 35            | 68            | 4        | 0        | 0        | 0        | 0        |
| 2009–10    | Färjestads BK     | SEL        | 48            | 8             | 11            | 19            | 44            | 7        | 1        | 1        | 2        | 6        |
| 2010–11    | Texas Stars       | AHL        | 26            | 1             | 9             | 10            | 10            | —        | —        | —        | —        | —        |
| NLA celkem | NLA celkem        | NLA celkem | 360           | 50            | 98            | 148           | 482           | 51       | 3        | 5        | 8        | 48       |

### Reprezentační statistiky
| 2001                          | Švýcarsko                     | MS 18                         | 7  | 2 | 3  | 5  | 10 |
| 2001                          | Švýcarsko                     | MSJ                           | 7  | 0 | 0  | 0  | 10 |
| 2002                          | Švýcarsko                     | MSJ                           | 7  | 0 | 0  | 0  | 4  |
| 2003                          | Švýcarsko                     | MSJ                           | 6  | 2 | 3  | 5  | 4  |
| 2005                          | Švýcarsko                     | MS                            | 6  | 1 | 1  | 2  | 12 |
| 2006                          | Švýcarsko                     | ZOH                           | 6  | 0 | 1  | 1  | 6  |
| 2006                          | Švýcarsko                     | MS                            | 5  | 0 | 2  | 2  | 12 |
| 2007                          | Švýcarsko                     | MS                            | 7  | 0 | 1  | 1  | 2  |
| 2008                          | Švýcarsko                     | MS                            | 6  | 0 | 3  | 3  | 2  |
| 2009                          | Švýcarsko                     | MS                            | 6  | 0 | 2  | 2  | 6  |
| 2010                          | Švýcarsko                     | ZOH                           | 5  | 1 | 1  | 2  | 4  |
| Juniorská reprezentace celkem | Juniorská reprezentace celkem | Juniorská reprezentace celkem | 34 | 4 | 6  | 10 | 40 |
| Seniorská reprezentace celkem | Seniorská reprezentace celkem | Seniorská reprezentace celkem | 41 | 2 | 11 | 13 | 44 |